# Двойной червонец Елизаветы Петровны (1749)
Двойной червонец Елизаветы Петровны (1749) — двойной червонец 1749 года, имеет двойной вес, по сравнению с одинарным червонцем, изображение императрицы Елизаветы I (Петровны) в аверсе и двуглавого орла — в реверсе.

## История
Андреевские золотые червонцы чеканилась при Петре Великом и Императрице Елизавете Петровне. Золотые монеты при Елизавете Петровне печатались в Московском Красном печатном дворе и Санкт-Петербургском монетном дворе в Санкт-Петербургской крепости. Указом № 7 от 20 июня 1742 года предполагалось выпустить 10 000 экземпляров андреевских червонцев. Указом № 66 от 17 августа 1746 года предполагалось выпустить 4000 таких монет по новой технологии с новым штемпелем.
Золотая монета при Елизавете Петровне печаталась с измененным видом и повышенной пробой золота, кроме того, с 1749 по 1751 год печатались двойные червонцы повышенной пробы и двойного веса. Кроме того, указом 19 ноября 1755 года печатались пробные золотые монеты-империалы и полуимпериалы 88 пробы с надписями «Елисаветинъ золотой».
На реверсе монеты-червонце было изображено распятия апостола Андрея. Андреевские золотые червонцы чеканились двойные, половинные и четвертные.
На монете отсутствует обозначение номинала, поскольку она чеканилась по европейским монетным стандартам и не имела точного эквивалента в русских номиналах. Ценность монеты оценивалась мерой веса золота. Монета использовалась для обращения внутри страны.

## Аверс
В центре аверса двойного червонца Елизаветы Петровны 1749 года был изображен профиль императрицы Елизаветы I (Петровны). Вокруг портрета выполнен текст: Б•М•ЕЛИСАВЕТЪ•I•IМПЕРАТРИЦА•.

## Реверс
Центр реверса двойного червонца Елизаветы Петровны 1749 года занят гербом Российской империи — двуглавым орлом, обе головы которого увенчаны коронами. Третья корона большего размера находится над и между ними. На груди орла находится герб Москвы — щит с Георгием Победоносцем верхом на коне, поражающим змия длинным копьём (голова змия справа). Вокруг щита проходит цепь с орденом Святого апостола Андрея Первозванного. В правой лапе орёл держит скипетр, а в левой державу.
Вокруг орла, обращенная внутрь, текст: •1749•IСАМОДЕРЖ•ВСЕРОСИСКАЯ

## Описание
Монета имеет гладкий гурт, изготовлена из золота 986 пробы. Вес металла составляет 6,94 г.